# Drzewiak niedźwiedzi
Drzewiak niedźwiedzi (Dendrolagus ursinus) – gatunek ssaka z podrodziny kangurów (Macropodinae) w obrębie rodziny kangurowatych (Macropodidae). 

## Taksonomia
Gatunek po raz pierwszy zgodnie z zasadami nazewnictwa binominalnego opisał w 1836 roku holenderski zoolog Coenraad Jacob Temminck nadając mu nazwę Hypsiprymnus ursinus. Miejsce typowe to według oryginalnego opisu to „wybrzeże Nowej Gwinei” (fr. sur les côtes de la Nouvelle Guinée), tj. góra Lamantsjieri, blisko Triton Bay, w okolicach Lobo, Fak-fak, Papua Zachodnia, Indonezja. Holotyp (syntyp) to skóra i szkielet na wpół dorosłej samicy (sygnatura RMNH MAM.16459) z kolekcji Rijksmuseum van Natuurlijke Historie; okaz typowy zebrany w lipcu 1828 roku przez niemieckich przyrodników Salomona Müllera i Heinricha Macklota. Istnieje również możliwy syntyp z kolekcji Muzeum Historii Naturalnej w Londynie o sygnaturze BM 41.1150. 
Badania oparte na danych genetycznych wskazują, że D. ursinus jest taksonem siostrzanym D. inustus z którym tworzy klad będący grupą siostrzaną dla reszty nowogwinejskich gatunków z rodzaju Dendrolagus. W 2019 roku kontrowersyjny australijski herpetolog Raymond Hoser opisał podgatunek Dendrolagus ursinus – arfakensis – jednak autentyczność nazw opisanych przez Hosera jest kwestionowana przez władze teriologiczne i herpetologiczne oraz ICZN; potrzebne są dalsze badania, aby potwierdzić odrębność potencjalnych podgatunków.
Gatunek monotypowy.

### Etymologia
- Dendrolagus: gr. δενδρον dendron „drzewo”; λαγως lagōs „zając”[14].
- ursinus: łac. ursinus „przypominający niedźwiedzia”, od ursus „niedźwiedź”[15].

## Zasięg występowania
Drzewiak niedźwiedzi występuje na terenach półwyspów Ptasia Głowa i Bomberai w północno-zachodniej Nowej Gwinei.

## Morfologia
Długość ciała (bez ogona) 53–73 cm, długość ogona 59–72 cm; brak szczegółowych danych dotyczących masy ciała. Futro w kolorze czarnym bądź bladobrązowym. 

## Ekologia
Jest wprawnym wspinaczem i skoczkiem. Potrafi wykonać skok z drzewa na ziemię z wysokości 15–18 m. 
Prowadzi nadrzewny tryb życia. W dzień odpoczywa w konarach drzew w towarzystwie innych osobników tego samego gatunku. Jest fitofagiem, pożywieniem jego są liście i owoce.
Żyje w małych grupach. Samica rodzi zwykle jedno młode w miocie.

## Znaczenie
Ssak łowny dla miejscowej ludności. Tubylcy polują na niego dla smacznego mięsa.

## Status zagrożenia
W Czerwonej księdze gatunków zagrożonych Międzynarodowej Unii Ochrony Przyrody i Jej Zasobów został zaliczony do kategorii VU (ang. vulnerable ‘narażony’ ). 